# 1286 Banachiewicza
1286 Banachiewicza è un asteroide della fascia principale. Scoperto nel 1933, presenta un'orbita caratterizzata da un semiasse maggiore pari a 3,0226593 UA e da un'eccentricità di 0,0885184, inclinata di 9,73965° rispetto all'eclittica.
Il suo nome è dedicato all'astronomo polacco Tadeusz Banachiewicz (1882-1954), direttore dell'osservatorio di Cracovia.